# Lemeșivka, Kalînivka
Lemeșivka (în ucraineană Лемешівка) este localitatea de reședință a comunei Lemeșivka din raionul Kalînivka, regiunea Vinnița, Ucraina.

## Demografie
Componența lingvistică a localității Lemeșivka
     Ucraineană (99,39%)
     Alte limbi (0,46%)
Conform recensământului din 2001, majoritatea populației localității Lemeșivka era vorbitoare de ucraineană (99,39%), existând în minoritate și vorbitori de alte limbi.